# 龔雅雯
龔雅雯（1971年—），臺灣政界人物，畢業於國立臺灣師範大學工業教育系，現任新北市政府副秘書長，歷任新北市教育局及文化局局長等職。

## 簡歷

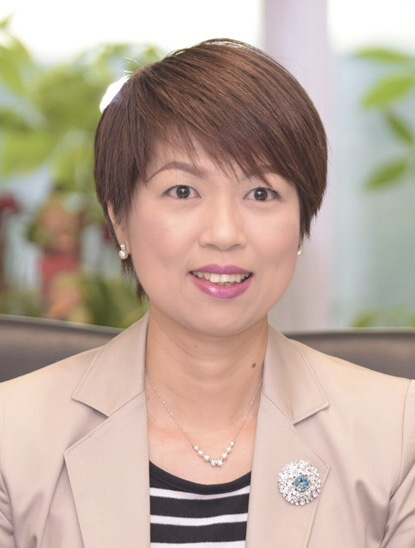
文化局長任內的龔雅雯

2010年（朱立倫市府任期開始）林騰蛟出任新北市教育局局長，龔雅雯被其招攬為副局長。2015年8月龔雅雯接替升任教育部次長的林騰蛟，成為新北市教育局局長。2017年1月轉任市政府參事，2018年末以代理形式再出任教育局局長。
2019年12月（侯友宜市府任期內）轉任文化局局長。
2023年4月17日 （侯友宜市府任期內） 升任副秘書長。